# Giải PFCS cho đạo diễn xuất sắc nhất
Giải PFCS cho đạo diễn xuất sắc nhất là một giải của "Hội các nhà phê bình phim thành phố Phoenix" (Hoa Kỳ) dành cho đạo diễn của một phim, được bầu chọn là xuất sắc nhất. Giải này được lập từ năm 2000.

## Các người đoạt giải

### Thập niên 2000
| Năm  | Đạo diễn          | Phim                                          |
| ---- | ----------------- | --------------------------------------------- |
| 2000 | Steven Soderbergh | Traffic                                       |
| 2001 | Ron Howard        | A Beautiful Mind                              |
| 2002 | Todd Haynes       | Far from Heaven                               |
| 2003 | Peter Jackson     | The Lord of the Rings: The Return of the King |
| 2004 | Martin Scorsese   | The Aviator                                   |
| 2005 | George Clooney    | Good Night, and Good Luck.                    |
| 2006 | Martin Scorsese   | The Departed                                  |
| 2007 | Ethan & Joel Coen | No Country for Old Men                        |
| 2008 | Danny Boyle       | Slumdog Millionaire                           |

Bản mẫu:PFCS Awards Chron